# نسيم الروح (مسلسل)
مسلسل نسيم الروح تدور احداث المسلسل يقتل فتوة الحارة عبدون واحدًا من أبناء الحارة الشجعان وهو حسن الخضري، وتموت زوجته فور سماع خبر وفاته وهى تلد البطل سعد الذي يترعرع في سرايا الفتوة الذي أمر بقتل والده.

## ملخص القصة
تدور أحداث المسلسل حول «سعد عزيز» اللقيط الذي يرفض بشدة هذه الحقيقة، فيظهر في صورة شريرة تشبه «عثمان خليل» الذي رباه وهو رجل شديد القسوة والعجرفة، وعلى الجانب الآخر تفشل «جلنار» النقية الطيبة أخت «سعد» في الحفاظ على فطرته الخيرة، يخوض «سعد» رحلته مع الحياة ويشق طريقه دون ضمير ليحقق أقصى نجاح ويصل إلى أقصى درجات النفوذ والسطوة وفي قمة نجاحه يعرف حقيقة أنه ليس لقيطا بل هو ابن رجل غني شجاع قتل لشجاعته ويقف خلف مقتله «عثمان بك»، وهنا يلجأ سعد إلى أهل الحارة التي ينتمي إليها أبيه وتكون المواجهة الأخيرة ما بين سعد وأهل الحارة وعثمان

## طاقم العمل

### تمثيل
- أيمن زيدان (عثمان باشا)
- مصطفى شعبان (سعد)
- نيللي كريم (ورد)
- صبا مبارك (عساكر)
- شيرين
- أحمد راتب (عبدون)
- عمر الحريري
- أسامة عباس (يعقوب)
- محمود الجندي
- أحمد سلامة
- محمد متولي
- يوسف داوود
- حسام فارس
- محمود الجابري
- مدحت تيخا (مدحت إسماعيل)
- شيري عادل (شيرين عادل)
- سميرة عبد العزيز
- هياتم
- علي عبد الرحيم
- محيي الدين عبد المحسن
- مصطفى درويش
- تغريد فهمي
- أيمن الشيوي (عزيز)
- مجدي إدريس
- محمد سامي غنيم
- قاسم الدالي
- سليمان أبو الخير
- سيد جبر
- ناصر شاهين
- سمير الليثي (معلم القهوة)
- عبد السلام الدهشان
- نهاد العادلي
- سامية فوزي
- عنبر
- لنا يوسف
- نعيم عيسى
- عبد الحميد أنيس
- إيهاب شهاب
- يوسف العسال
- حمدي السخاوي
- كريم الأبنودي (طفل)
- رضوى خالد (رضوى عنان) (طفلة)
- آية عصام (طفلة)
- محمود مسعود (ضيف شرف)
- بهاء ثروت (ضيف شرف)
- طلعت الشريف
- فاروق قمر الدولة
- إبراهيم فرح
- سمير حكيم
- عفاف مصطفى
- حسام البدري
- عيد أبو الحمد
- مصطفى عباس
- صالح العويل
- زينب السبكي
- جميل عزيز

### إخراج
- سمير سيف (مخرج)
- نهلة فاروق (مخرج منفذ)
- داني سمير سيف (مخرج مساعد)
- حسين الهادي (مساعد مخرج)
- عادل مسعود (مساعد مخرج)
- سيف الشواربي (مساعد مخرج)
- زاهر البحيري (مساعد مخرج تحت التمرين)
- الحسيني محمد (كلاكيت)

### ماكياج
- أحمد مرشد (ماكيير)
- إبراهيم عبد المجيد (ماكيير)
- أميمة إبراهيم (ماكيير)
- وليد هنداوي (ماكيير)
- مجدي خلف (كوافير)
- سامح دهب (كوافير)
- سالم معروف (كوافير)

### إنتاج
- ستديوهات الجابري (منتج)
- قطاع الإنتاج - اتحاد الإذاعة والتلفزيون (ج.م.ع) (منتج)
- أحمد الجابري (منتج)
- عمرو الجابري (منتج)
- محمد الجابري (منتج فني)
- راوية بياض (رئيس قطاع الإنتاج)

### أدوار متعددة
- حسني صالح (إشراف عام)
- راوية بياض (إشراف عام عن قطاع الإنتاج)
- مصطفى الطوخي (منسق المعارك)
- سيد سيما (السيارات القديمة)
- أيمن سيما (السيارات القديمة)
- صابر صالح (تصميم المقدمة)

### صوت
- محمود عبد المنعم (مهندس الصوت)
- سعد صالح (مساعد الصوت)
- محمود حداد (مساعد الصوت)
- فوزي عصمت (مكساج)
- ثروت أنور (مكساج)

### ديكور
- سيد أنور (مهندس الديكور)
- سامح البدراوي (مهندس ديكور ثاني)
- عباس صابر (منسق المناظر)
- هاني جمال (مشرف الاكسسوار)
- مدحت شعبان (الاكسسوار)

### موسيقى
- عمار الشريعي (ألحان وموسيقى تصويرية)
- محمد الحلو (غناء)
- غادة رجب (غناء)
- محمد عبد القادر (التدوين الموسيقي)
- أحمد عبد الشافي (الأوركسترا)

### مونتاج
- فوزي عصمت (مونتير)
- ثروت أنور (مونتير)
- مجدي محب (مونتير إلكتروني)

### ملابس
- فاطمة النشرتي (تصميم الأزياء)
- محمد قضماني (تصميم أزياء أيمن زيدان)

### تأليف
- يسري الجندي (مؤلف)
- أحمد فؤاد نجم (أشعار)

### تصوير
- محمود زهدي (مدير التصوير)
- حجاب حسن (مدير التصوير)

### توزيع
- ستديوهات الجابري (موزع)

### معمل
- عمار ساوند (ستوديو) (ستديو تسجيل الموسيقى والألحان)